# Óxido de potasio
Óxido de potasio es un compuesto químico iónico formado por potasio y oxígeno. Es un sólido amarillo a temperatura ambiente. Es un compuesto raro ya que es altamente reactivo. Algunos productos comerciales, como fertilizantes y cementos, tienen un pequeño porcentaje que también se escribe como K2O.

## Producción
El óxido de potasio se produce por la reacción del oxígeno y el potasio. Esta reacción genera peróxido de potasio: K2O2. Tratando el peróxido con potasio se produce el óxido:
K2O2  +  2 K  →  2 K2O
Alternativamente y de forma más conveniente, K2O es sintetizado por calor a partir del nitrato potásico con potasio metálico.: 
2 KNO3  +  10 K  →   6 K2O + N2
El hidróxido de potasio no puede deshidratarse para producir el óxido.

## Reacciones y propiedades
K2O es un óxido básico que reacciona violentamente con agua para formar el hidróxido de potasio. Es muy delicuescente y es capaz de absorber el agua del aire atmosférico, iniciando una reacción violenta.

## Fertilizantes
Aunque se usa en las etiquetas de los fertilizantes, en realidad no hay óxido de potasio propiamente dicho en los fertilizantes, recordemos que si fuera así estallarían las bolsas. El potasio se encuentra en las formas de cloruro de potasio, sulfato de potasio y carbonato de potasio. Las bolsas se etiquetan por el equivalente en peso de óxido de potasio que sería igual al potasio de la bolsa.